# Bugsamlerbier
Bugsamlerbier (Megachilidae) er en familie af bier der lever enkeltvist (solitært). De kendteste bugsamlerbier er arter fra slægterne bladskærerbier og murerbier. Det er kendt noget over 4 000 arter i verden og 48 arter i Danmark. Hunnerne hos de fleste af arterne samler pollen i en børste, som dækker undersiden af bagkroppen, deraf navnet bugsamlerbier, i stedet for i pollenkurve på bagbenene, som hos de fleste andre bier. De er vigtige for bestøvningen af blomsterplanter.

## Beskrivelse
Familien bugsamlerbier rummer både små og store arter, men mange af bierne er middelstore, brede og kraftige. Hovedet er gerne stort og bredt, ofte med ganske store mandibler (overkæber) som er specialiserede alt efter de enkelte arters måde at bygge deres bo på.
Kroppen er bred, bagkroppen oval, ofte med tværgående bånd af korte hår, nogen gange med gule eller hvide pletter på siderne. Forvingen har to lukkede celler i sin ydre del (submarginalceller). Benene er ganske kraftige, ofte tætbeklædt med udstående hår.

## Levevis
Familien omfatter blandt andet de arter som kaldes bladskærerbier (slægten Megachile) og murerbier (slægten Osmia). Disse bier bygger forskellige slags små bo. Boet eller reden placeres ofte i hulrum i døde træer. Bladskærerbier skærer dele af blade som de bruger i boet. Murerbierne laver en rede af mudder, under sten eller i egnede hulrum.
Det danske navn kommer af at hunnene samler pollen der binder sig til hår på undersiden af bagkroppen, og ikke på bagbenene som hos de fleste andre bier. Denne indsamlingsmetode er meget mindre effektiv end de mere "moderne" biers pollenkurve, så en bugsamlerbi må besøge op til 10 gange så mange blomster som andre bier for at samle lige så meget pollen. Dette gør bugsamlerbierne til specielt værdifulde pollinatorer. Bugsamlerbier har været taget i brug i jordbruget, ved at man har ophængt insekthoteller, træstokke i hvilke der er boret huller, hvor bierne kan bygge bo og derefter pollinere afgrøderne rundt omkring mens de samler pollen. Arten Megachile rotundata er blevet brugt på denne måde i lucernemarker, og Osmia lignaria i frugthaver.
Bugsamlerbier angribes ofte af parasiterende insekter, deriblandt arter af gedehamse og flere slags fluer. Nogle bugsamlerbier er også selv parasitter, som lægger sine æg i andre biers reder (gerne andre bugsamlerbier). Et eksempel er slægten Coelioxys som snylter på Megachile.

## Verdens største bi
Arten Megachile pluto fra Indonesien er kendt som verdens største bi. Hunnerne af denne sjældne art bliver op mod 39 mm lange med et vingefang på op mod 63 mm, og udmærker sig i tilgift ved meget store og kraftige mandibler. De blev opdaget af Alfred Russel Wallace i 1859 (samme år som han publicerede evolutionsteorien sammen med Charles Darwin), men da den ikke var blevet genfundet i mere end 100 år troede man, at den var uddød. I 1981 blev den genopdaget. Trods sin størrelse lever denne art, som har sin rede i termit-tuer, en skjult tilværelse.

## Systematisk inddeling
- Ordenen hvepse, Hymenoptera
  - Gruppen stilkhvepse, Apocrita
    - Gruppen brodhvepse, Aculeata
      - Overfamilien Apoidea
        - Gruppen bier, Apiformes
          - Familien bugsamlerbier, Megachilidae
            - Underfamilien Fidelinae
              - Pararhophitini – kun tre arter, Asien
                - Slægten Pararhophitis Friese, 1898

              - Fideliini – Afrika og Chile, 14 arter
                - Slægten Fidelia Friese – 12 arter, Afrika
                - Slægten Neofidelia Moure & Michener, 1955 – to arter, Chile

            - Underfamilien Megachilinae
              - Lithurgini ca. 40 arter
                - Slægten Lithurgus Latreille, 1825 – ca. 25 arter,  3 i Europa
                - Slægten Microthurge Michener, 1983 – fire arter, sydlige Sydamerika
                - Slægten Trichothurgus Moure, 1949 – 13 arter, sydlige Sydamerika

              - murerbier, Osmiini – i Europa:
                - Slægten Chelostoma Latreille, 1809; (saksebier – 13 arter i Europa; 3 i Danmark
                - Slægten Haetosmia Popov, 1952 – 1 art i Europa
                - Slægten Heriades Spinola, 1808 – 15 arter i Europa; 12 i Danmark (hulbi; Heriades truncorum)
                - Slægten Hofferia Tkalcu, 1984 – 2 arter i Europa
                - Slægten Hoplitis Klug, 1807; (gnavebier – 89 arter i Europa; 4 i Danmark
                - Slægten Hoplosmia Thomson, 1872 – 12 arter i Europa; 1 art i Danmark (tornbi; Hoplosmia spinulosa)
                - Slægten Osmia Panzer, 1806 – 114 arter i Europa; 11 i Danmark
                - Slægten Protosmia Ducke, 1900 – 11 arter i Europa
                - Slægten Stenoheriades Tkalcu, 1984 – 2 arter i Europa

              - Anthidiini – i Europa:
                - Slægten Afranthidium Michener, 1948 – 4 arter i Europa
                - Slægten Anthidiellum Cockerell, 1904 – to arter i Europa; 1 i Danmark (krukkebi; Anthidiellum strigatum)
                - Slægten Anthidium Fabricius, 1804; (uldbier) – 30 arter i Europa; 2 arter i Danmark
                - Slægten Eoanthidium Popov, 1950 – én art i Europa
                - Slægten Icteranthidium Michener, 1948 – 5 arter i Europa
                - Slægten Rhodanthidium Isensee, 1927 – 9 arter i Europa
                - Slægten Stelis Panzer, 1806; (panserbier) – 23 arter i Europa; 5 i Danmark
                - Slægten Trachusa Panzer, 1804 – 5 arter i Europa; 1 i Danmark (harpiksbi; Trachusa byssina)

              - Dioxyini – i Europa:
                - Slægten Aglaoapis Cameron, 1901 – én art i Europa
                - Slægten Dioxys Lepeletier & Serville, 1825 – 11 arter i Europa
                - Slægten Metadioxys Popov, 1947 – 1 art i Europa
                - Slægten Paradioxys Mocsary, 1894 – én art i Europa

              - bladskærerbier, Megachilini
                - Slægten Coelioxys Latreille, 1809; (keglebier) – 28 arter i Europa; 6 i Danmark
                - Slægten Megachile Latreille, 1802 – 100 arter i Europa; 13 i Danmark
                - Slægten Radoszkowskiana